# Morpho peleides
La morfo azul andina (Morpho peleides) es una mariposa tropical iridiscente que se encuentra en México, América Central, el norte de América del Sur, Paraguay e Isla Trinidad. Algunas autoridades creen que peleides es una subespecie de Morpho helenor.
El color azul brillante en las alas de la mariposa es causada por la difracción de la luz de millones de diminutas escamas de sus alas. Se lo utiliza para ahuyentar a los depredadores, mediante el parpadeo de sus alas. La envergadura de la mariposa Morpho azul oscila entre 7,5-20 cm (3,0 a 7,9 pulgadas). Todo el ciclo de vida de la mariposa Morpho azul, de huevo a adulto es de sólo 115 días. Las larvas se alimentan de leguminosas (Arachis hypogaea, Dioclea wilsonii, Inga spp., Lonchocarpus, Machaerium cobanense, Machaerium salvadorense, Machaerium seemannii, Medicago sativa, Mucuna mutisiana, Pithecellobium, Pterocarpus rohrii, Mucuna urens), y bignoniáceas (Paragonia pyramidata). Morpho peleides bebe los jugos de frutas podridas por la comida. Sus favoritos son mango, kiwi, y lichi. Las mariposas Morpho peleides viven en las selvas tropicales de América del Sur, y se pueden encontrar en México y América Central.
Las larvas de las mariposas Morpho peleides son caníbales ocasionales al igual que otras especies del género. Estas orugas son de color rojo-marrón con manchas de color verde brillante.
Las mariposas Morpho peleides se pegan entre sí en grupos para disuadir a sus predadores, una forma de defensa.

## Galería

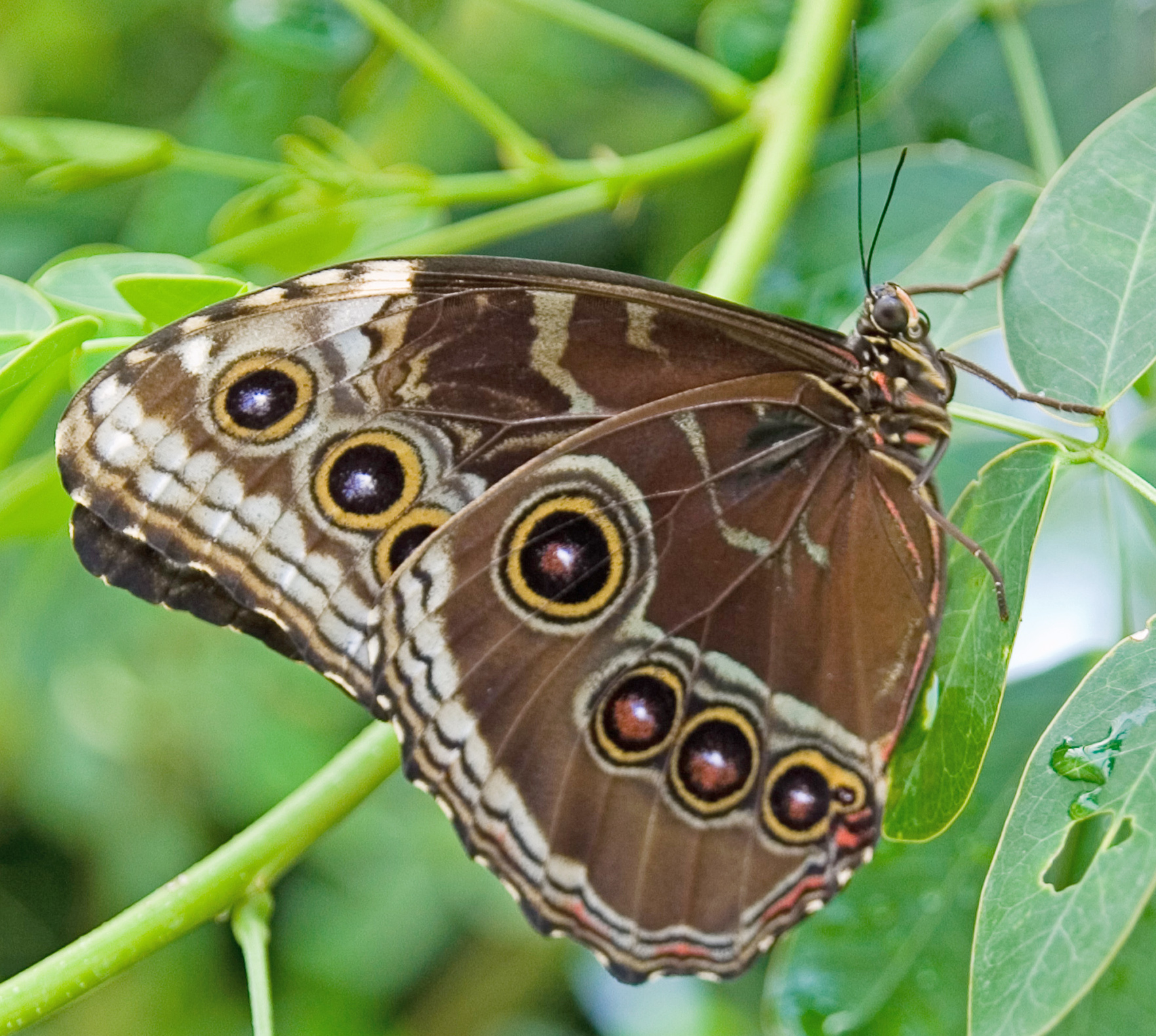
Envés
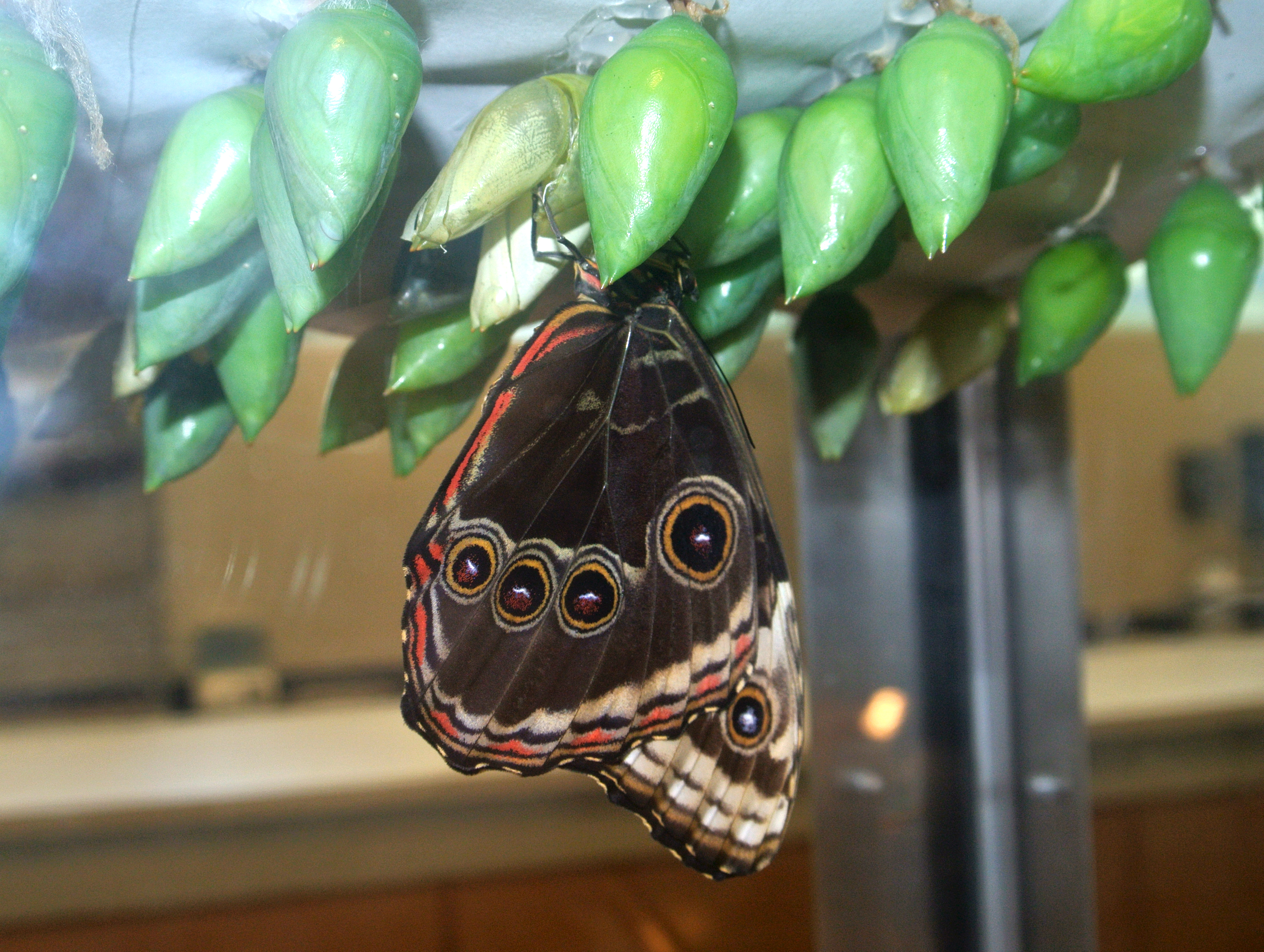
Morpho peleides surgida recientemente.
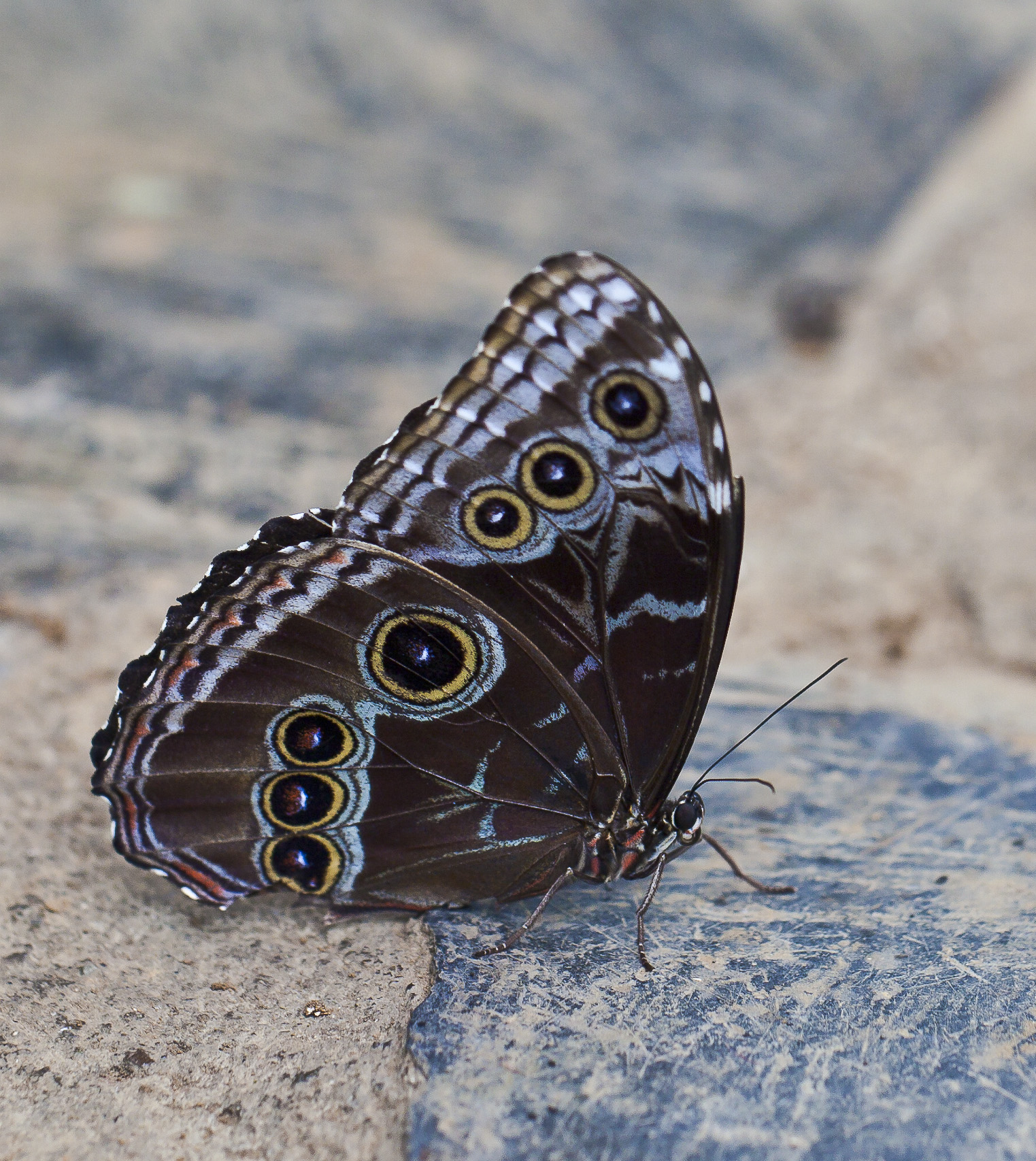
Ejemplar en el Mariposario de Icod de los Vinos (Tenerife).
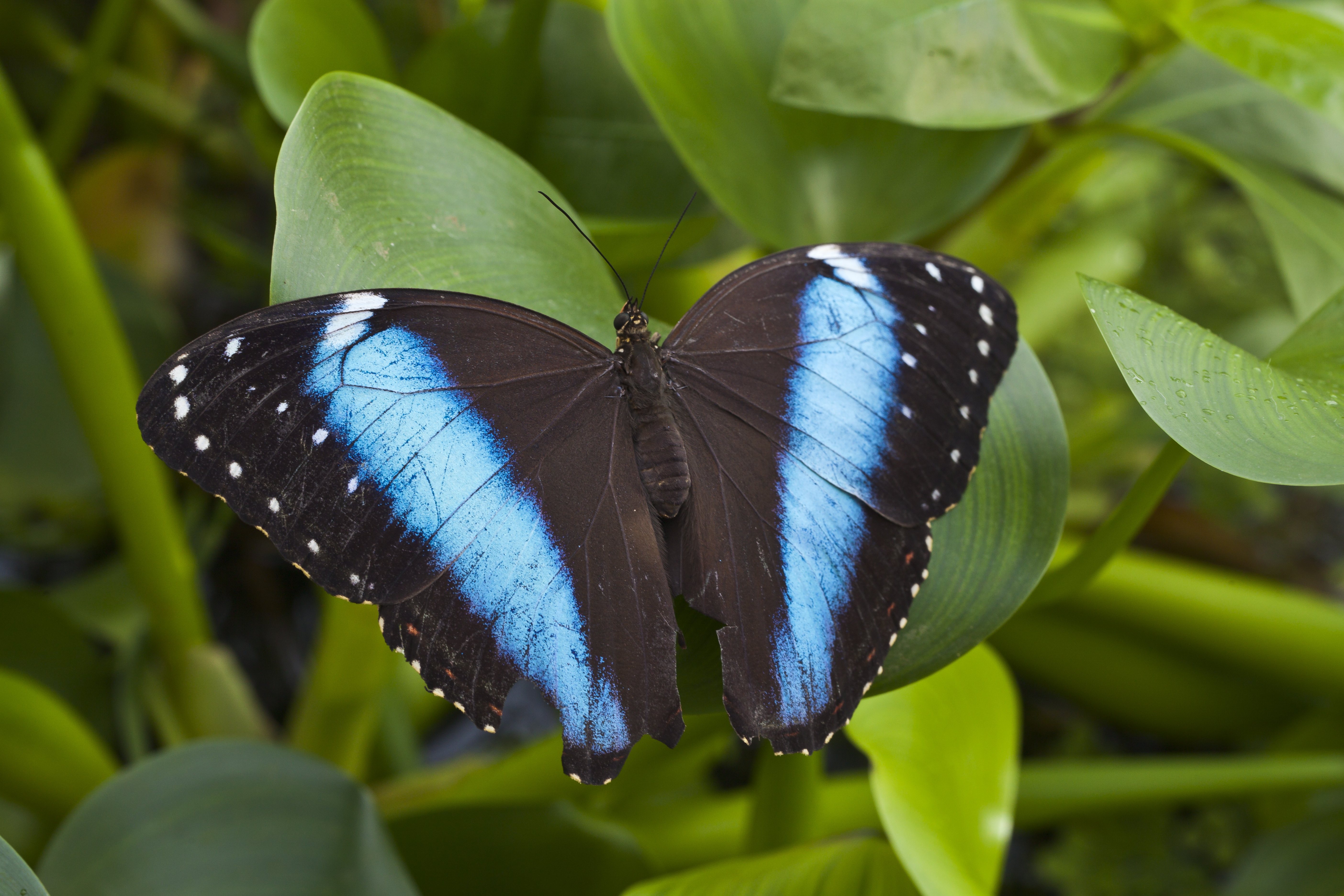
Vista de la banda azul.
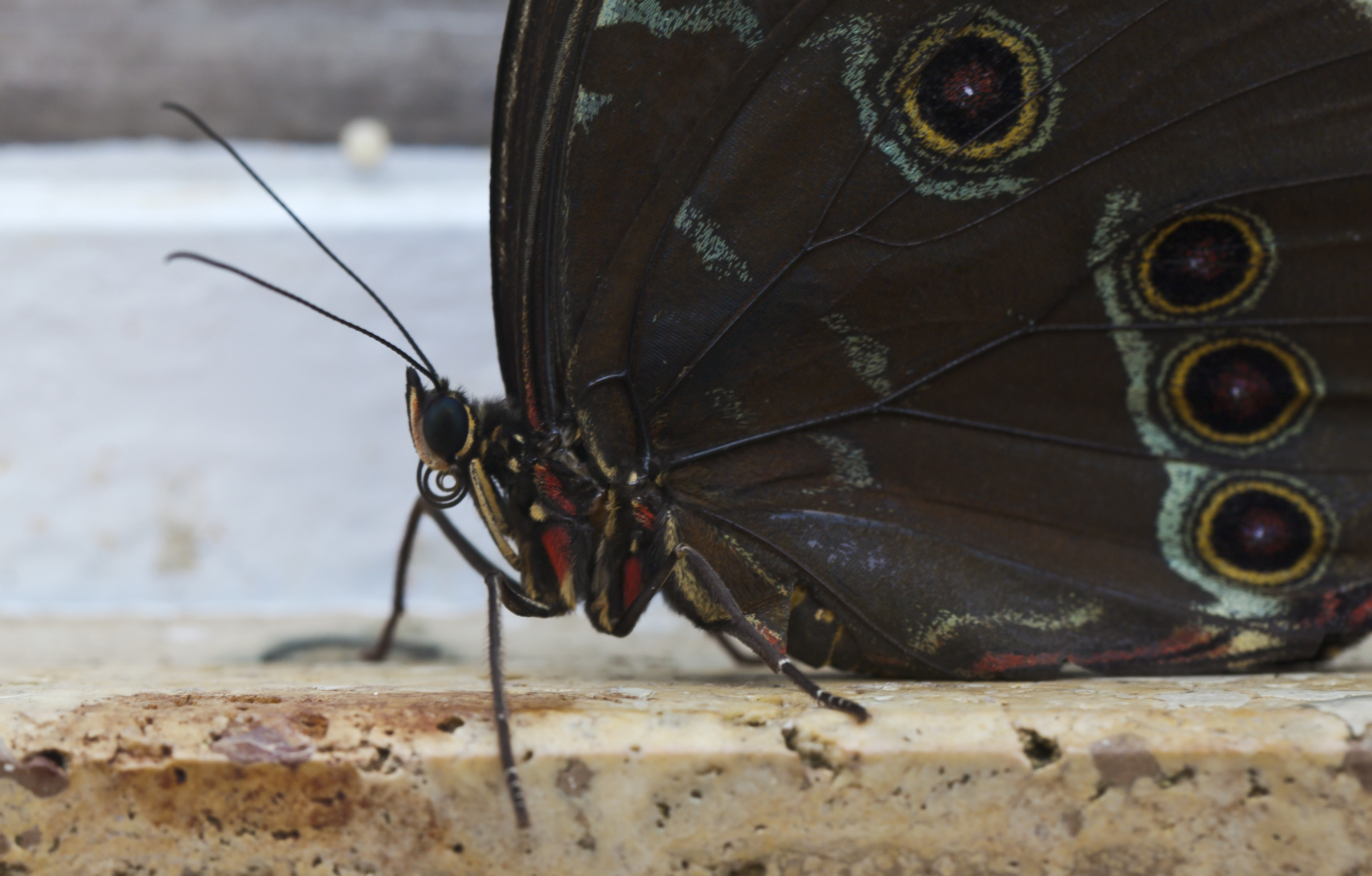
Detalle.
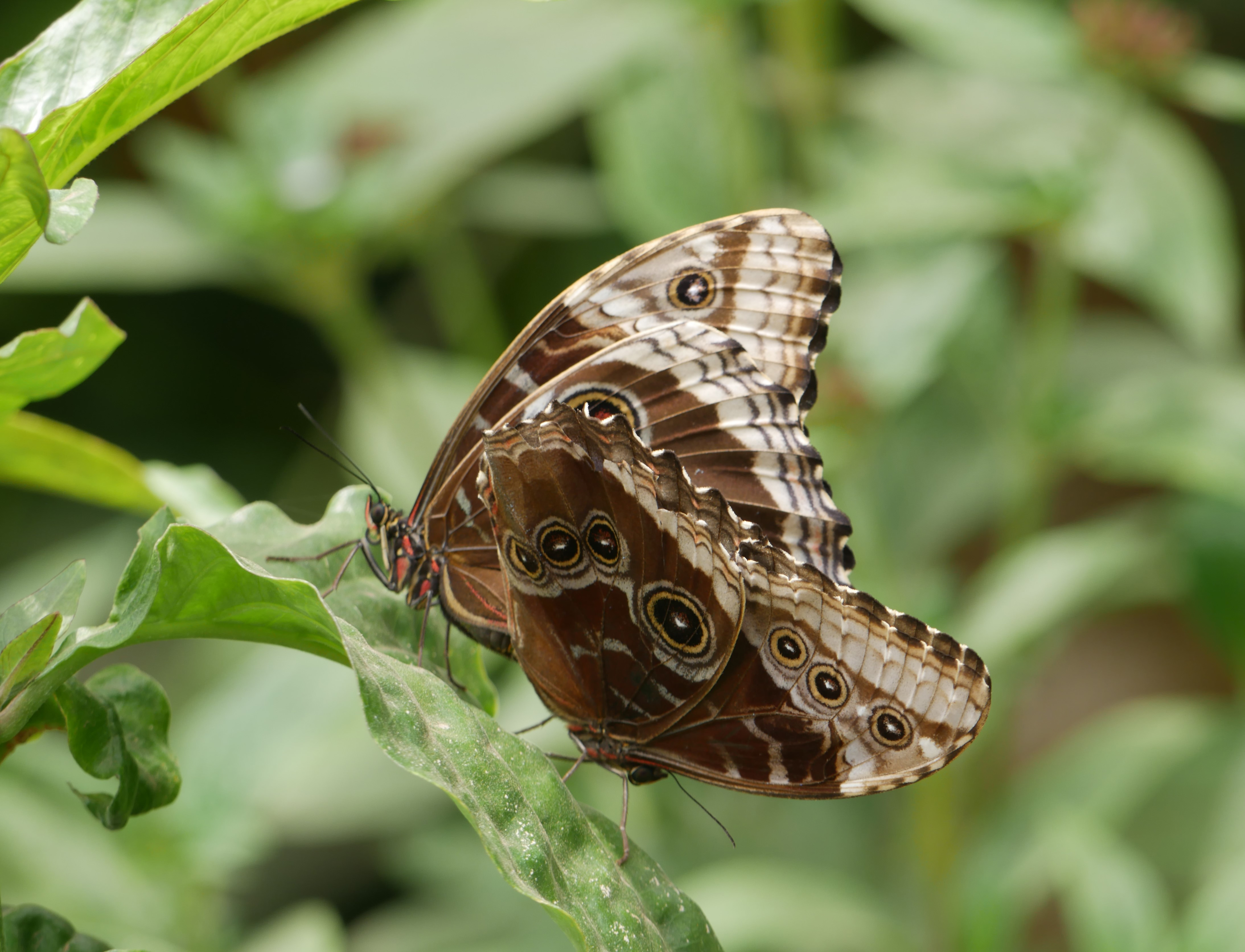
Apareamiento
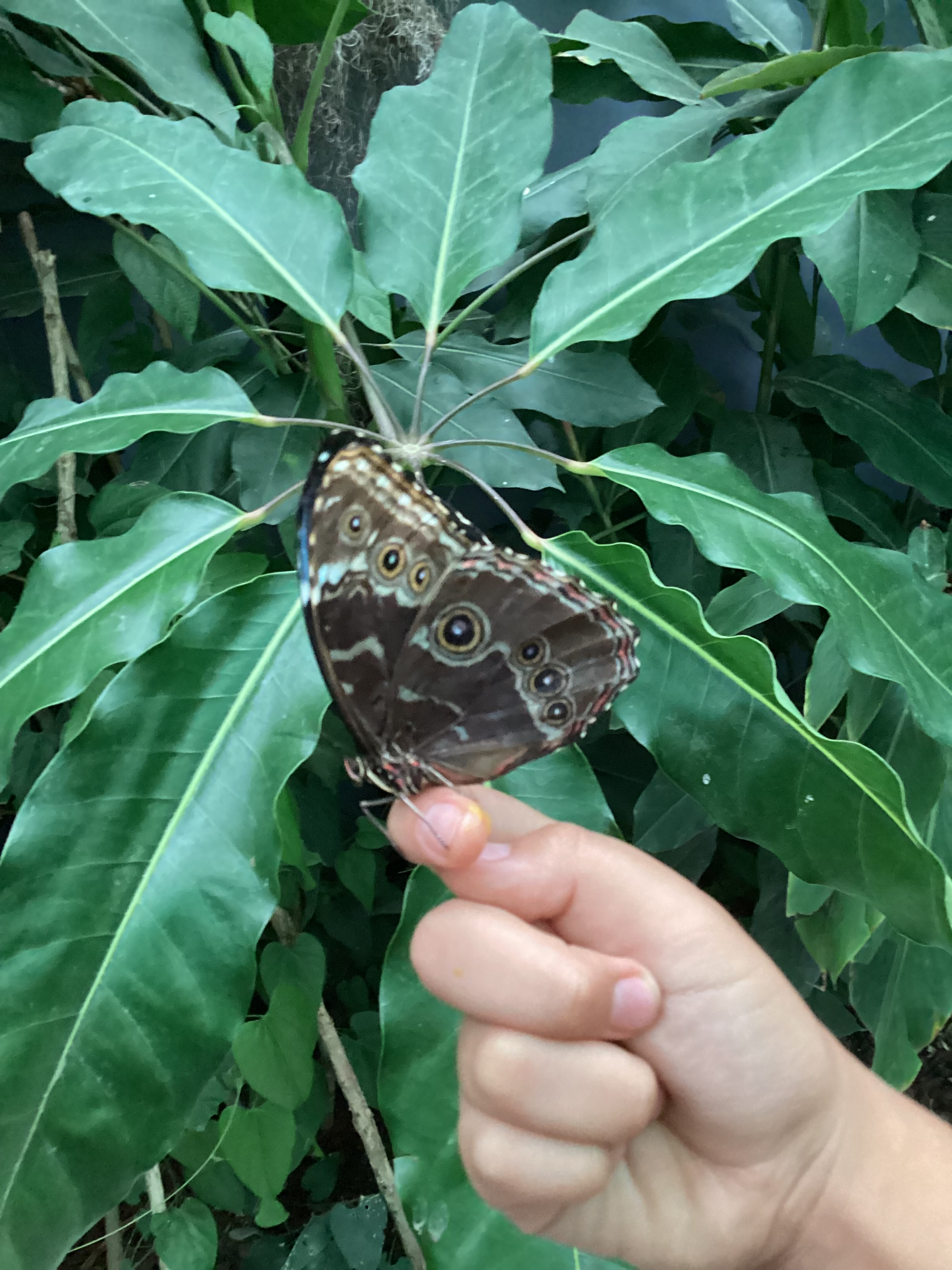
Un ejemplar macho la especie de un Marposario
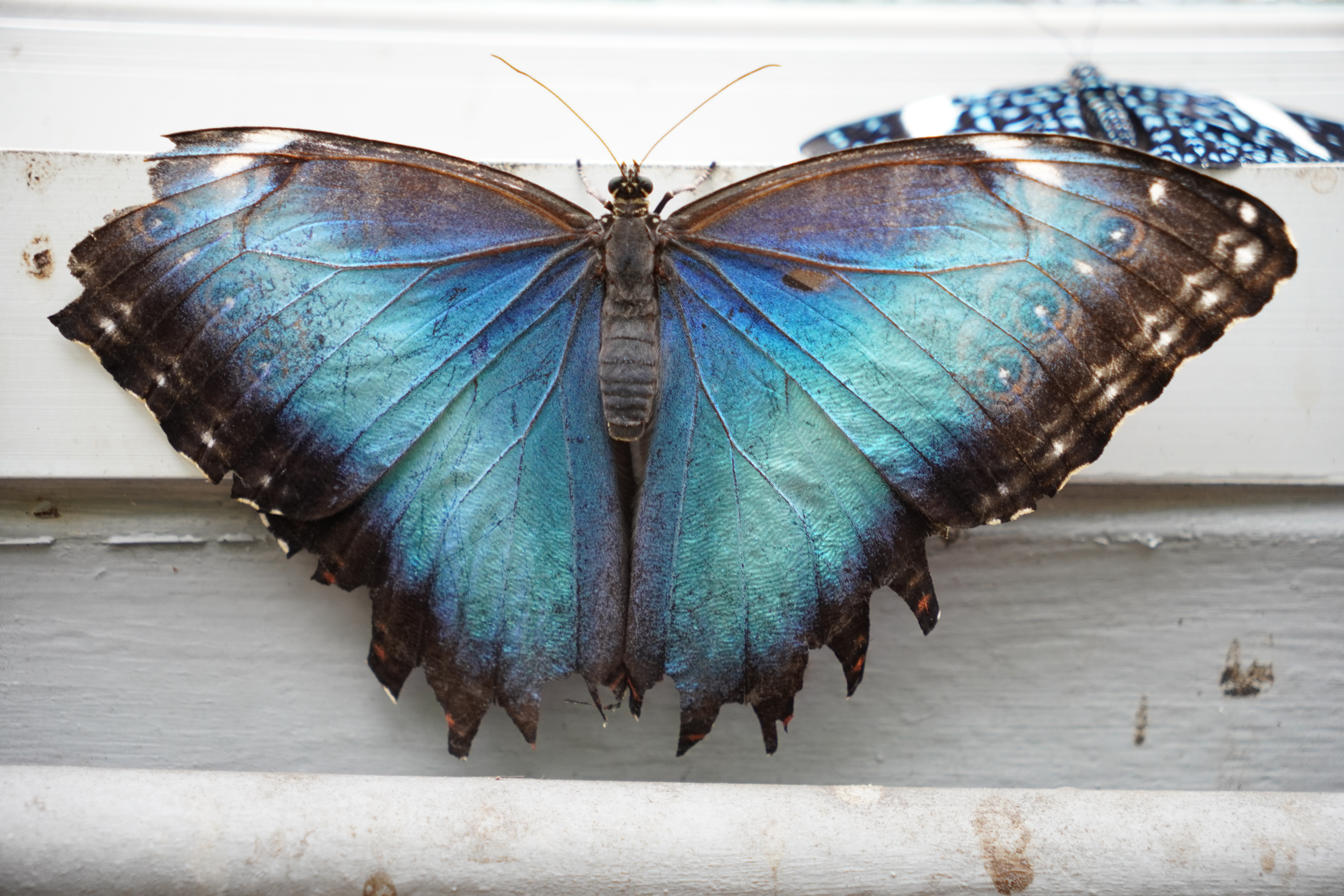
Vista ventral y una Hamdryas amphinome
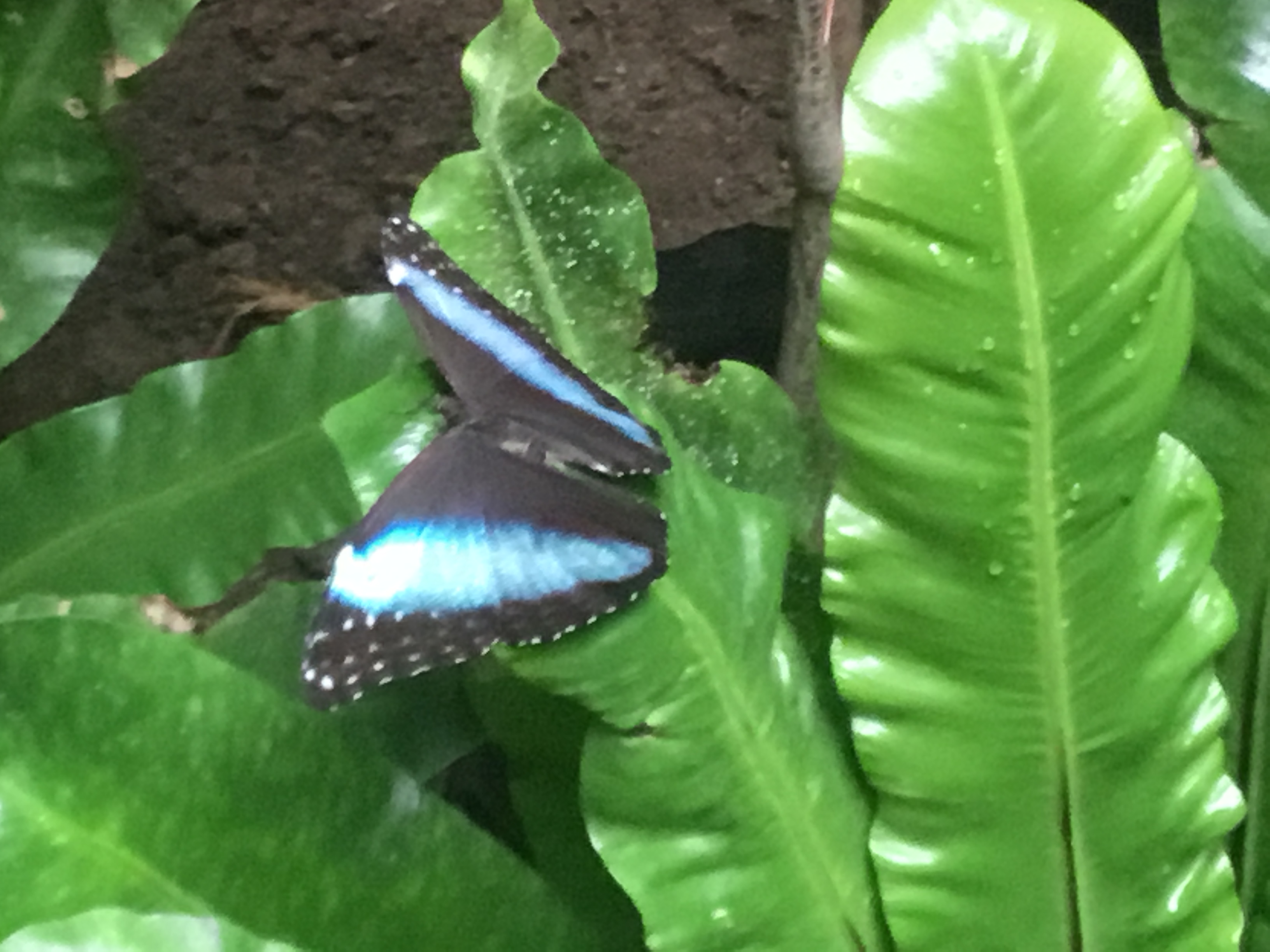
Vista ventral encima de una asplenium nidus